# Hammer Technologies
Hammer Technologies fue una de las casas de software españolas de finales de los 90.

## Historia
Nació en 1998, tras el fracaso de otras dos casas de software, Digital Dreams Multimedia (DDM) y Noria Works Entertainment.
Tras algunos títulos de éxito en el mercado nacional español, la empresa cerró en el año 2000, debido a una mala gestión que provocó la salida de muchos de sus trabajadores.

## Títulos creados
Entre los títulos ofrecidos por la empresa se encuentran:
- DIV
- DIV 2
- Snow Wave Avalanche
- Tie Break Tennis
- Tie Break Tennis 2
- Tokenkai
- Winter Sports
- Jagdverband 44
- Mr. Tiny
- Toby
- Ancient Evil
- Mad Trax
- America´s toughest 18
- World Wide Rally